# Classe Tamandaré
La classe Tamandaré è una classe di fregate della Marina Brasiliana, composta da quattro navi costruite presso il Cantiere Oceana nella città di Itajaí, Stato di Santa Catarina su progetto tedesco MEKO.
Il 5 marzo 2020 è stato formalizzato dal Consorzio guas Azuis, composto da ThyssenKrupp Marine Systems (TKMS), Embraer EDS e Cantiere Oceana, il contratto dell'importo di R$ 9,1 miliardi per la costruzione delle quattro fregate.

## Unità
| Distintivo ottico | Nome                    | Cantieri       | Data | Varo | Entrata in servizio | Situazione      |
| ----------------- | ----------------------- | -------------- | ---- | ---- | ------------------- | --------------- |
| F200              | Tamandaré               | Oceana, Itajaí | 2022 | 2024 | 2025                | in costruzione  |
| F201              | Jerônimo de Albuquerque | Oceana, Itajaí | 2023 | 2025 | 2027                | in construzione |
| F202              | Cunha Moreira           | Oceana, Itajaí | 2024 | 2026 | 2028                | pianificato     |
| F203              | Mariz e Barros          | Oceana, Itajaí | 2025 | 2027 | 2029                | pianificato     |